# Saṃjñā
Saṃjñā ou Sañjñā (du sanskrit : संज्ञा ; en pali : सञ्ञा, saññā) est un terme qui signifie « perception », « conscience » ou encore « conscience individuelle ». C'est aussi le concept de perception dans la philosophie bouddhique.

## Samjñā, constituant mental
La perception est l'un des cinq agrégats. Il s'agit donc de l'un des constituants qui sont par erreur perçus comme un être, à savoir le corps, les sensations, les perceptions, les formations et la conscience. 
Samjñā est un terme classiquement compris comme perception des caracteristiques distinctives des différents objets. 
Il y a aussi de multiples perceptions sur le chemin de libération : aniccasaññā, ... (voir, entre autres, AN 10.60)

« La nature de la perception est de reconnaître les choses diverses, et d'exprimer les choses vues, entendues, conçues et celles dont on se souvient. »

— Walpola Rahula

## Analyses de Samjñā

### En fonction de leur support
1. Perception visuelle
2. Perception auditive
3. Perception olfactive
4. Perception gustative
5. Perception tactile
6. Perception mentale

### En fonction du karma
Selon le Paṭṭhāna, les perceptions sont de trois types : bénéfiques, mauvaises et indéterminées. Elles correspondent en fait, point par point, aux 89 états de conscience, Vijñāna. En effet : 

« Comme il n'existe pas d'état de conscience dépourvu de perception, les perceptions présentent les mêmes catégories que les états de conscience. »

— Buddhaghosa

### Selon les caractéristiques et l'étendue
1. Perceptions avec caractéristiques
2. Perceptions sans caractéristiques
3. Perceptions limitées
4. Perceptions étendues
5. Perceptions incommensurables
6. Perceptions du néant